# Phylloxiphia illustris
Phylloxiphia illustris är en fjärilsart som beskrevs av Rothschild och Jordan 1906. Phylloxiphia illustris ingår i släktet Phylloxiphia och familjen svärmare. Inga underarter finns listade i Catalogue of Life.